# Roman Greenberg
Roman Greenberg (Bălţi, 18 mei 1982) is een zwaargewicht Israëlisch bokser. Hij groeide op in Tel Aviv. 
Op dit moment is hij IBO Intercontinental heavyweight champion en is de nummer 36 van de 911 boxers in zijn klasse. Zijn IBO titel heeft hij tot nu toe twee keer verdedigd. Greenberg heeft alle 24 van zijn professionele wedstrijden gewonnen, waarvan 17 door K.O.
Tegenwoordig woont hij in Finchley, Engeland en is Jim Evans zijn manager. Greenberg staat bekend om zijn steun aan de staat Israël, dit uit hij onder andere door een grote davidster op zijn boxkleding.
Volgens Angelo Dundee is Greenberg de snelste zwaargewicht sinds Muhammad Ali.